# Krachi East
Krachi East är ett distrikt i Ghana.   Det ligger i regionen Voltaregionen, i den centrala delen av landet, 240 km norr om huvudstaden Accra. Antalet invånare är 133 700. Arean är 412 kvadratkilometer.
Terrängen i Krachi East är platt åt nordväst, men åt sydost är den kuperad.